# BrightDrop
BrightDrop est une marque lancée par le constructeur automobile américain General Motors en 2021.
Ses premières productions, le fourgon de livraison électrique BrightDrop EV600 et la palette motorisée EP1, sont dévoilés au Consumer Electronics Show de Las Vegas, au Nevada, le 12 janvier 2021,. L'entreprise General Motors annonce qu'elle produira l'EV600 dans l'usine de fabrication de CAMI Automotive à Ingersoll, au Canada, et investira 800 millions de dollars pour convertir l'installation. En 2022, le PDG Travis Katz annonce, dans le cadre de la journée des investisseurs de GM, que la société est en passe de générer 1 milliard de dollars de revenus en 2023,.
En 2024, la division BrightDrop sera fusionnée avec Chevrolet, avec le Zevo rebaptisé Chevrolet BrightDrop à partir de l'année modèle 2025.